# Халат

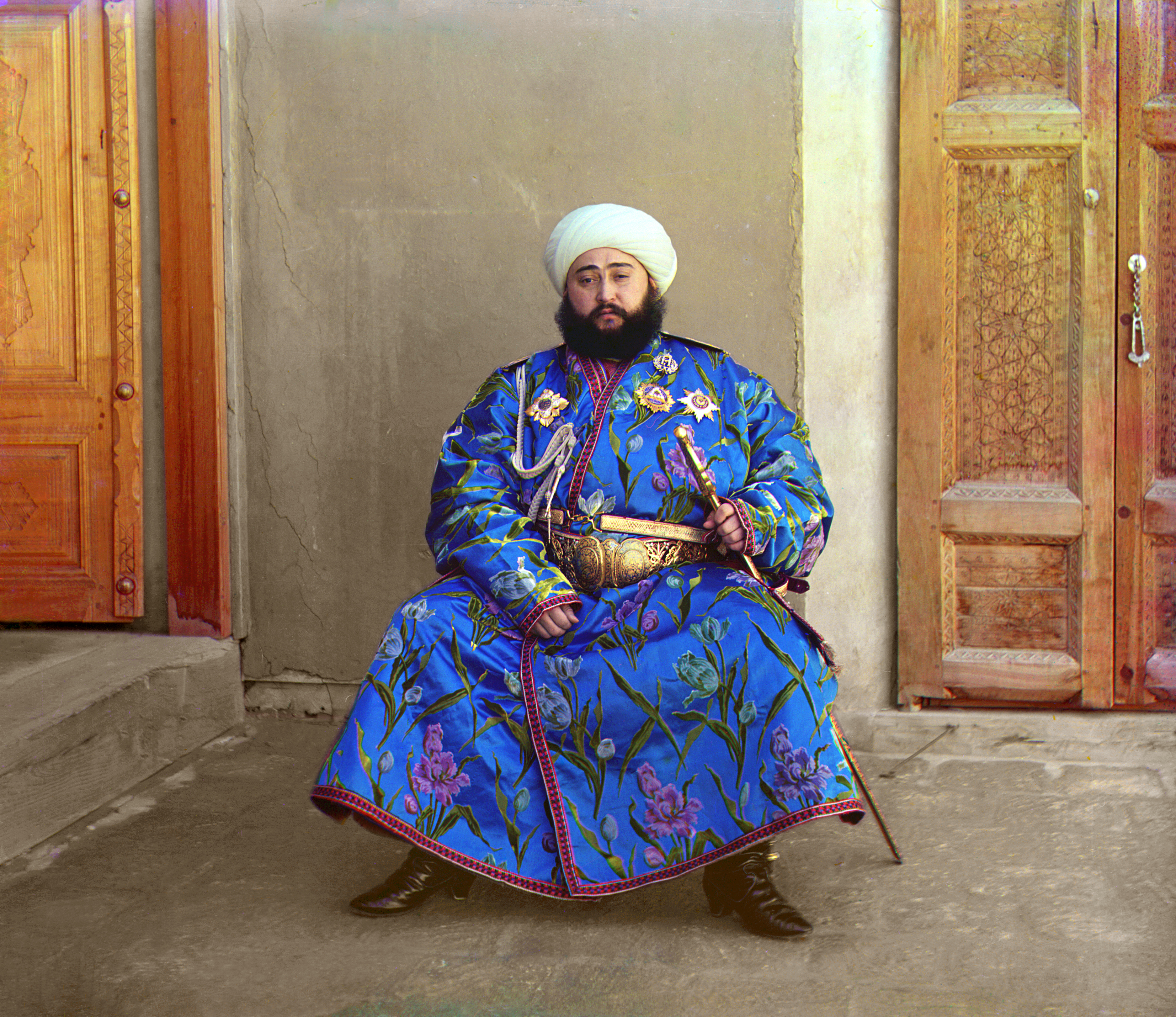
Алім-Хан, емір Бухари в багатому халаті (фотографія С. М. Прокудіна -Горського, 1911)

Халат (перс. خلعت) — домашній або робочий (у багатьох народів Азії — верхній) довгополий одяг, який запахується або застібається зверху донизу, зазвичай з бавовняної тканини.
Халат (у перекладі з арабської «хил'ат») — широкий одяг довільного крою, призначений для домашнього вжитку та відпочинку. В давнину халат називали ще «капотом», «шлафроком», «балахоном» та «халамидою».

## Історія появи халата
Перша згадка. Батьківщиною халату вважають Середню Азію. Там, аж до початку 19 століття халат вважали урочистим, почесним, поважним одягом виключно для чоловіків із заможних родин. Характерним є те, що сучасні жителі Сходу до сьогодні зберегли у своєму серці шанобливе ставлення до халату. Утім, якраз у халатом прийнято було називати не домашній одяг, а верхній, тому прототипу сучасного домашнього зручного одягу ви не знайдете у манускриптах давньої історії.
Той перший, винайдений невідомим майстром халат був вільного крою, з широкими рукавами, прикрашеними національною вишивкою, та поясом. Як правило, шили такі халати з дорогого шовку, відбірної шерсті, замші, декорували складними візерунками та ручною вишивкою. Зазвичай, саме халат визначав матеріальний статус і положення у суспільстві свого власника. Природною була закономірність: чим величніший халат, тим багатший його власник. Також існував звичай дарувати халати. Такий подарунок вважали дуже коштовним.
Середньовіччя. Минали роки, халат також змінювався. Змінював свою довжину й форму, фасон і крій. У середні віки у халаті приймали гостей і навіть ходили на прийоми до коронованих осіб. Більше того, у деяких країнах існували навіть закони, які визначали колір, фасон, матеріал і навіть довжину халатів, у яких можна було з'явитися при дворі.
Халат у Європі. Халат прибув до Європи морем, з Туреччини, й лише на початку 17 століття. Відтоді популярними стали турецькі халати з бавовни, прикрашені вертикальною смужкою. Утім, вдягали їх як і раніше в Азії, за деяким винятком, тільки чоловіки. Особливістю європейської моди на халати стало те, що вони втратили ритуальне значення й звання «почесної сукні».
Тут халат став лише втіленням вільного способу життя та відпочинку. У 18 столітті з'явилися навіть приказки про ледарів, пов'язані з халатом, їх звинувачували у «халатному ставленні до роботи».
«Нитки добрі та кравець слабуватий: виходить і не сорочка, і не халат»
«Яке полотно, такий і халат»
«Халат того — хто його вдягнув, кінь того — хто на нього стрибнув»
«До дірявого халата золота латка»
Утім, вже до кінця 19 сторіччя Європа знову захопилася культурою Сходу. На багато років першу модну сходинку в інтер'єрах будинків, у дизайні меблів, одягу та коштовностей посіла східна тематика. Халати знову почали шити за споконвічною східною традицією — з широкими рукавами, прикрашали їх вишитими золотом гілками дерев та вишитими квітами.
Халат на Русі. У слов'янські країни халат вперше потрапив з Європи, був завезений одним із руських купців. Дивно, але й тут він став одним із видів улюбленого домашнього одягу, передусім аристократів та князівської знаті. Про халат часто згадували у літописах.
Халат у сучасному світі. 20 і 21 століття диктує свою моду на халати. Зараз халат це не тільки улюблений домашній одяг у багатьох родинах різних куточків світу, а й професійне вбрання (лікарі, працівники металургійних підприємств, кухарі тощо). Халат вільно носять як вдома, так і на вулиці. Дизайнери світу високої моди на основі халата створюють моделі для світських раутів.

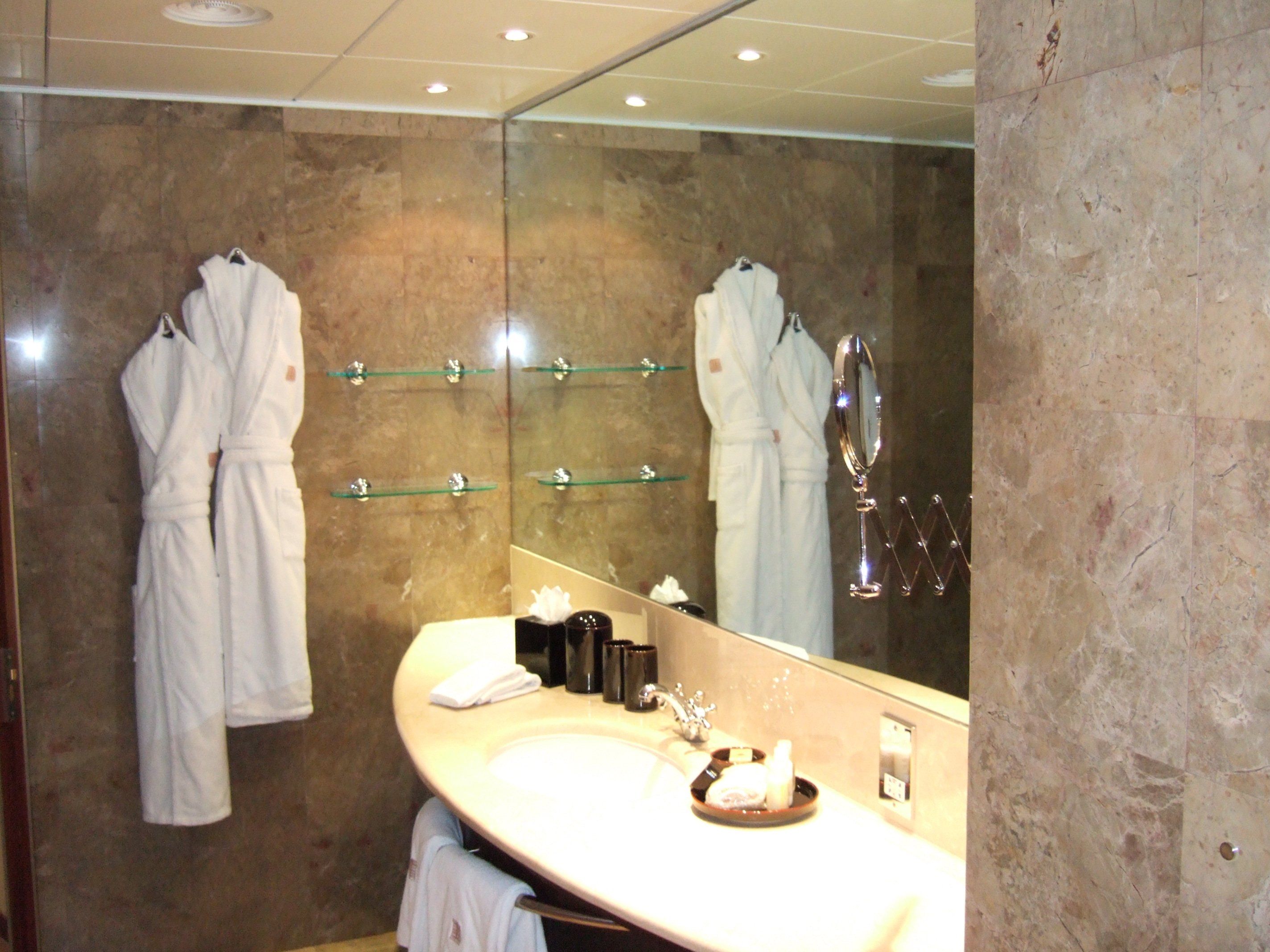

## Класифікація сучасних халатів[3]
За призначенням. Халати поділяються на домашні, банні, робочі, спортивні.
За сезонами. Існують халати зимові, міжсезонні (весна-осінь) та літні.
За матеріалом. Халати виготовляють як з натуральних (бавовна, льон, бамбук, віскоза, модал), так і з синтетичних тканин (мікрофібра, поліестер). Частіше зустрічаються вироби з поєднання натуральної та синтетичної нитки в одному полотні у різному відсотковому співвідношенні.
За типом тканини. Халати можуть бути
- вафельні (100 % бавовна);
- велюрові (бавовна з додаванням поліестеру);
- махрові (з різних матеріалів — бавовни, мікрофібри, бамбука);
- трикотажні (бавовна або віскоза з додаванням лайкри);
- шерстяні (шерсть натуральна з додаванням поліестеру, лайкри);
- шовкові (шовкова нитка).

За формою плетення тканини. Халати бувають
- фланелеві (середньої густоти плетіння, як правило, бавовни або шерсті);
- бавовняні (террі) вирізняються необрізаними петлями з лицьової та виворітної сторін;
- велюрові — мають махровий виворітний бік (бавовна з не зрізаними петлями) та гладеньке «лице» (бавовна зі зрізаними петлями);
- вафельні (піке) — названі так через особливе комірчасте плетення тканини, яке зовні нагадує «вафлі». Матеріал — бавовна.

За стилем комірця. Халати поділяють на моделі з комірцем, шалеподібіні моделі ті кімоно з каптуром.

### Характеристики, яким має відповідати халат
- Гігроскопічність. Здатність поглинати вологу (тут лідери махрові, бавовняні халати) і швидкість висихання
- Здатність пропускати повітря. Нормальний теплообмін між шкірою людини та зовнішнім середовищем
- Доступність. Раціональне співвідношення якості виробу і ціни
- Практичність. Легке багаторазове прання, навіть у пральній машині
- Зношуваність. Схильність до протирань та розривів волокон тканини
- Усадка. Схильність тканини халата розтягуватись, або ж навпаки, зменшуватися у розмірах
- Екологічність. Гіпоалергенність — цінна характеристика для халата. Він не має викликати подразнень шкіри
- Зовнішній вигляд. Колір і структура тканини мають бути однорідними, шви — рівними, вигляд загалом — відповідати вартості халата.

### Домашні халати
Халат, головною функцією якого є зігріти людину, або забезпечити комфорт в короткий проміжок часу — вранці та ввечері, або ж у години, коли людина перебуває вдома. Домашні халати претензійні за моделями та фактурою, бувають трикотажні, велюрові, махрові, шовкові, та з синтетичної тканини.
Шовковий (атласний, сатиновий). Має розкішний зовнішній вигляд, зручний у використанні, але відсутня гігроскопічна функція. Вологу не всотує майже взагалі.
Кашеміровий. Теплий, зручний халат, легкий за вагою. Не можна прати. Передбачена лише суха чистка.
Халат з мікрофібри. Теплий, легкий, зручний і легкий у пранні. Має гарну здатність пропускати повітря й гарний вибір для будь-якої пори року.

### Банні халати
Людство цінує ці халати за те відчуття тепла й комфорту, яке залишається надовго після завершення водних чи косметичних процедур вдома, чи то у закладі, який надає подібні послуги (салоні краси, басейні, сауні, російській лазні, хамамі тощо). Сучасний ринок пропонує кілька типів найпопулярніших банних халатів. Вони відрізняються за своїми властивостями.
Вафельний. Гідний приклад високих абсорбційних та гігроскопічних якостей, виготовлений із 100 % бавовни, підходить для використання у салонах краси та готелях, дарує прохолоду влітку.
Велюровий. Максимально розкішний банний халат, дарує відчуття ніжності й м'якості після лазневих процедур. На жаль, має низькі гігроскопічні властивості.
Махровий. Бавовна високої щільності й плетення з довгими петлями — ідеальний варіант матеріалу для банного халата. Бамбукова махра дуже гігроскопічна й досить м'яка. Але головна проблема махрового халата з бавовни — усадка, яку він може дати під час прання при високій температурі. Бамбукові махрові халати — більш якісний вибір раціональної господині.

## Традиції та звичаї пов'язані з халатом
У Туреччині навіть сьогодні з повагою ставляться до халата. Більше того, існує традиція, за якою подарувати халат вважається вчинком, який символізує повагу й довіру. Халатами обмінюються майбутні родичі під час обряду заручин. У Туреччині навіть халат підносять як хабар, і як подяку за послугу. А от хлопчики-підлітки обмінюються халатами, у знак обіцянки вірної дружби на довгі роки.

## Цитати
- «Не приймай почесних гостей у розірваному халаті!» (Козьма Прутков)
- «Халат лікаря без кишень — це халатне ставлення до грошей» (Ашон Надаян)
- «У кухню ввійшла в рожевому ранковому халаті з розпущеною косою і склянкою в руках Ольга» (Ірина Вільде)
- «Вирішив одягнути шлафрок, старовинний дідівський шлафрок, шовковий, густо прострочений зверху до низу» (Ю. Бедзик).

## Галерея

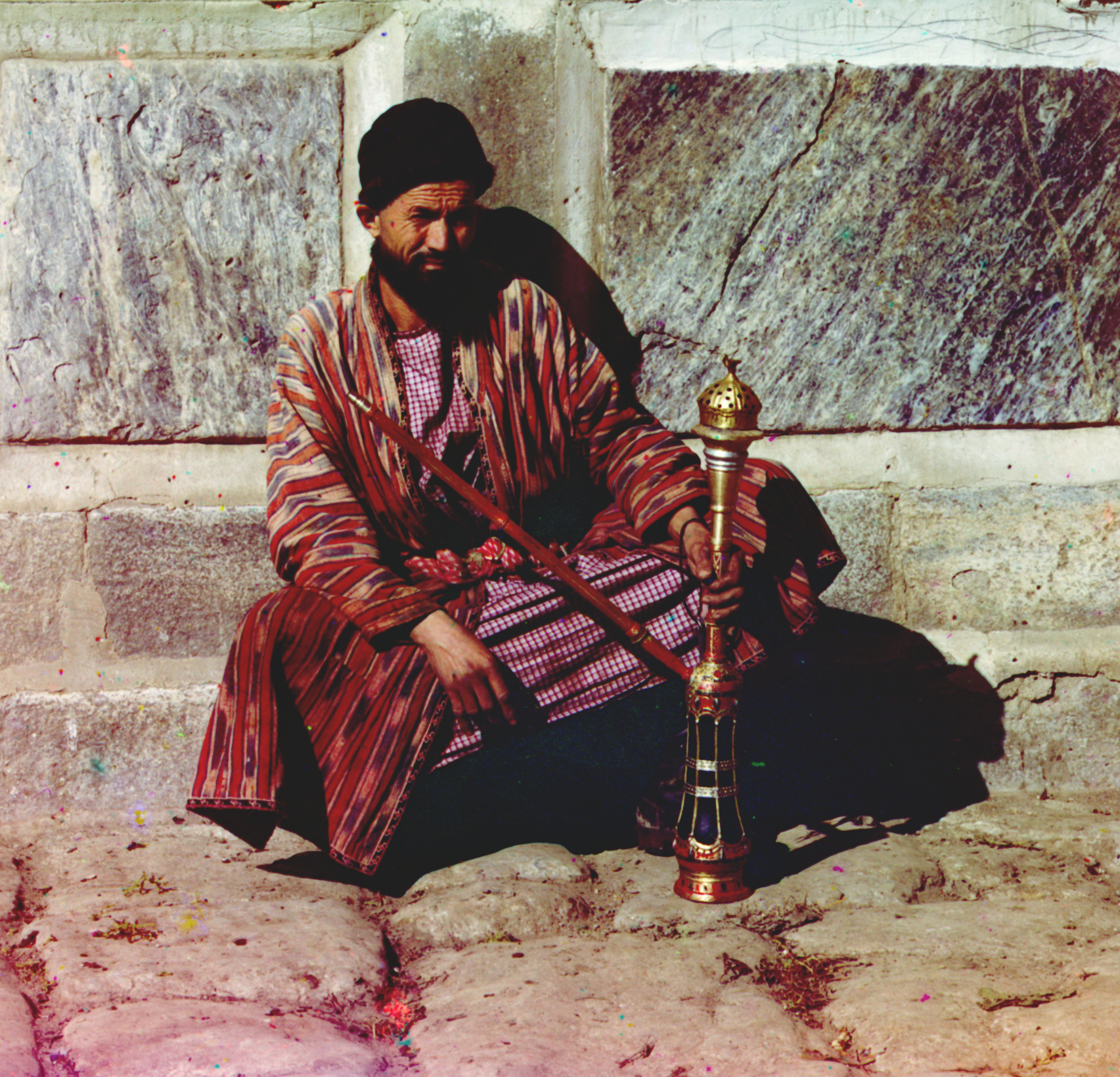
Чоловік у халаті і з кальяном (фотографія С. М. Прокудіна-Горського).
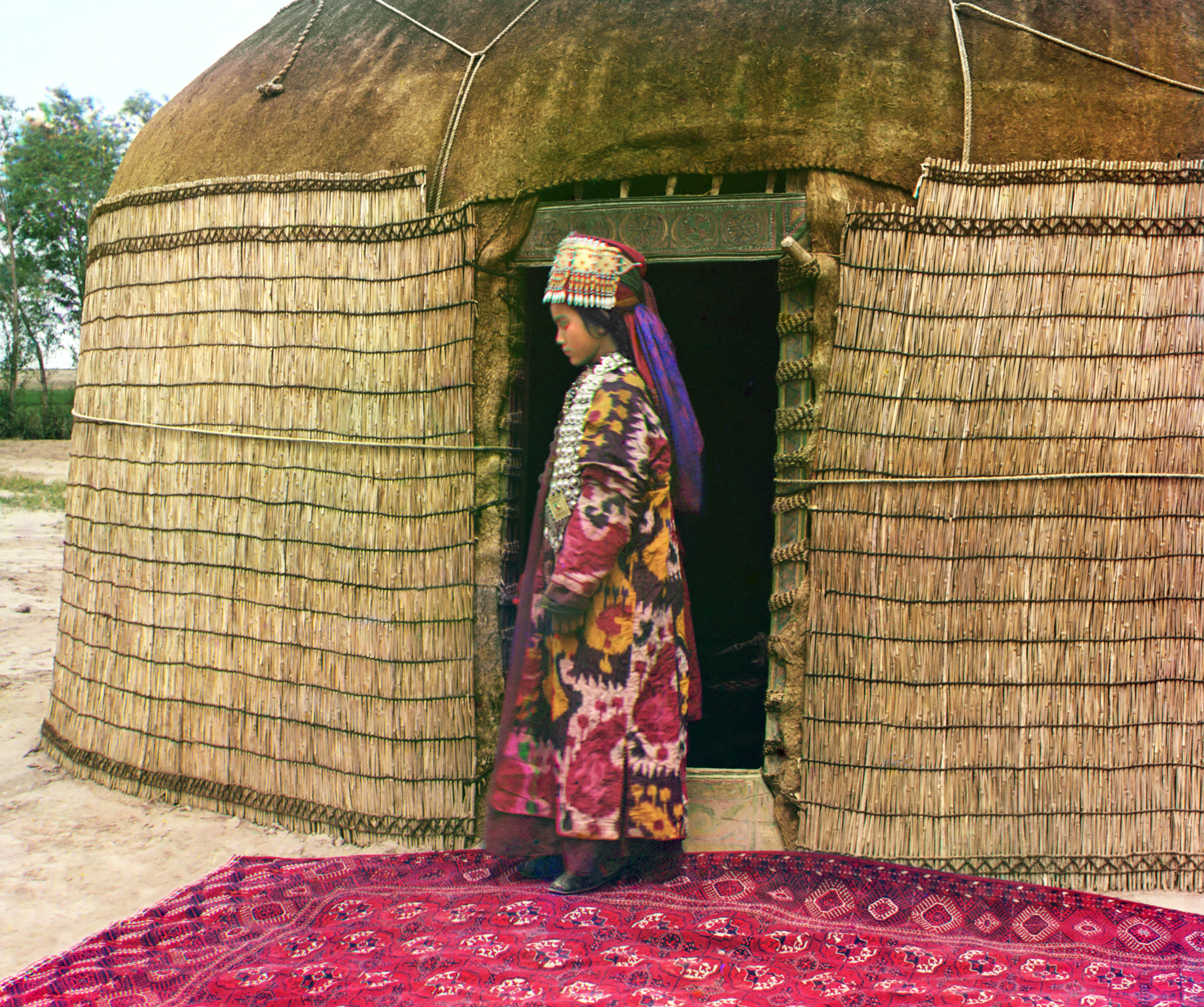
Туркменська жінка (фотографія С. М. Прокудіна-Горського).